# TipTop
TipTop ist ein kurzlebiges Musikprojekt und waren in den Jahren 2005–2006 aktiv. Es bestand aus den Brüdern Peter Brugger und Olli Brugger, die unter den Pseudonymen Beau Frost (eine Anspielung auf den Tiefkühlkostvertreiber Bofrost) und Olli Parton (auf die US-amerikanische Country-Sängerin Dolly Parton anspielend) auftraten. Peter Brugger ist bekannt als Sänger und Gitarrist der Münchener Band Sportfreunde Stiller.

## Geschichte
Die einzige Single des Projekts – der Song Tiptop – erschien am 8. Februar 2006. Das Lied verbindet die Musik der Neuen Deutschen Welle mit zeitgemäßen Elektropop-Einflüssen. Mit diesem Lied traten TipTop auch beim Bundesvision Song Contest 2006 für Bayern an und belegten den siebten Platz von 16 Teilnehmern. Das Lied erlangte auch internationale Bekanntheit durch dessen Vorkommen im Videospiel FIFA World Cup 2006.
Das ebenfalls TipTop betitelte Album enthält neben dem Titelsong zehn weitere Songs, die sich stilistisch zwischen Electro, Country-Satire und Deutschrock bewegen.

## Diskografie

### Alben
- 2006: Tiptop

### Singles
- 2006: Tiptop